# Kassucces
Een kassucces of kaskraker is een film, musical of andere (commerciële) culturele productie die (soms onverwacht) veel inkomsten uit kaartverkoop genereert. Het tegenovergestelde is een flop, een commerciële mislukking.